# Carnoy Military Cemetery
Carnoy Military Cemetery is een Britse militaire begraafplaats met gesneuvelden uit de Eerste Wereldoorlog, gelegen in de Franse gemeente Carnoy (departement Somme). De begraafplaats ligt aan de Rue du Bosquet op 170 m ten zuidwesten van het dorpscentrum (Église Saint-Vaast). Het terrein heeft een onregelmatig grondplan met een oppervlakte van 4.441 m² en wordt omsloten door een bakstenen muur afgedekt met witte boordstenen. Het Cross of Sacrifice staat aan de straatzijde in een achthoekige uitbouw van de ommuring. De toegang bestaat uit een tweedelig smeedijzeren hek tussen twee bakstenen zuilen. Aan de tegenoverliggende zijde staat een open schuilgebouw waarin een zitbank en het registerkastje is ondergebracht. De Stone of Remembrance staat op de aslijn tussen de toegang en het schuilgebouw. Vanaf de toegang leidt een trap met een zevental treden afwaarts naar het gedeelte met de graven. 
De begraafplaats telt 854 slachtoffers waaronder 28 niet geïdentificeerde en wordt onderhouden door de Commonwealth War Graves Commission. 

## Geschiedenis
De begraafplaats werd door de 2nd King's Own Scottish Borderers en de 2nd King's Own Yorkshire Light Infantry in augustus 1915 gestart, toen de Britse frontlinie net ten zuiden van het dorp lag. Ze werd tot juli 1916 gebruikt door troepen die deze sector vasthielden. Daarna werd ze door veldhospitalen gebruikt die op de hogere grond ten noorden van het dorp een kamp hadden opgezet. De begraafplaats werd in maart 1917 gesloten.
Van maart tot augustus 1918 was het dorp in Duitse handen en werden Duitse (en enkele Britse) graven bijgezet. Ook op een nabijgelegen Duitse begraafplaats werden slachtoffers bijgezet maar de Duitse graven en begraafplaats werden in 1924 verwijderd.
Er liggen 826 geïdentificeerde slachtoffers waaronder 817 Britten, 5 Nieuw-Zeelanders, 2 Canadezen, 1 Australiër en 1 Zuid-Afrikaan. Voor 18 Britten werden Special Memorials opgericht omdat hun graven niet meer gelokaliseerd konden worden en men neemt aan dat ze onder naamloze grafzerken liggen.

## Graven

### Onderscheiden militairen
- Rainsford Balcombe-Brown, majoor bij de Royal Air Force; John Somerled Thorpe, majoor bij de Scots Guards; Alfred Edward Cecil Cart de Lafontaine, kapitein bij het East Yorkshire Regiment en Amyas MacGregor, kapitein bij de Royal Engineers werden onderscheiden met het Military Cross (MC).
- M. Hill, onderluitenant bij de Royal Engineers; A.W.E. Higgins, sergeant bij het Bedfordshire Regiment; E.C. Burgess, sergeant bij het London Regiment (Queen Victoria's Rifles) en William Riordan, sergeant bij de Royal Field Artillery werden onderscheiden met de Distinguished Conduct Medal (DCM).
- de korporaals C.J. Mobbs en F.J. Russell, beide van de Royal Engineers, kanonnier Edward Fryer (Royal Field Artillery) en de soldaten F.A. Whittemore (Royal Sussex Regiment) en Charles Wilsher (Bedfordshire Regiment) werden onderscheiden met de Military Medal (MM).

### Minderjarige militairen
- de schutters A.F. Claridge (King's Royal Rifle Corps) en T. Hull (Rifle Brigade) en soldaat J. Mullock (The King's (Liverpool Regiment)) waren 17 jaar toen ze sneuvelden.

### Alias
- geleider J. Bateman diende onder het alias J. Jones bij de Royal Field Artillery.

### Gefusilleerde militairen
- Robert Murray, geleider bij de Royal Field Artillery werd wegens desertie gefusilleerd op 3 februari 1917.
- Ernest Walter Jack Harris, soldaat bij de Lancashire Fusiliers werd wegens desertie gefusilleerd op 3 februari 1917. Hij was 20 jaar.[3]